# Les Croûtes
Les Croûtes é uma comuna francesa na região administrativa de Grande Leste, no departamento de Aube. Estende-se por uma área de 7,11 km². Em 2010 a comuna tinha 97 habitantes (densidade: 13,6 hab./km²).